# Château-Gontier
Château-Gontier [ʃɑto ɡɔ̃tje] ist ein Stadtteil und eine Commune déléguée in der französischen Gemeinde Château-Gontier-sur-Mayenne mit 11.422 Einwohnern (Stand 1. Januar 2022) im Département Mayenne in der Region Pays de la Loire. Einwohner werden Castelgontériennes genannt.

## Toponomie

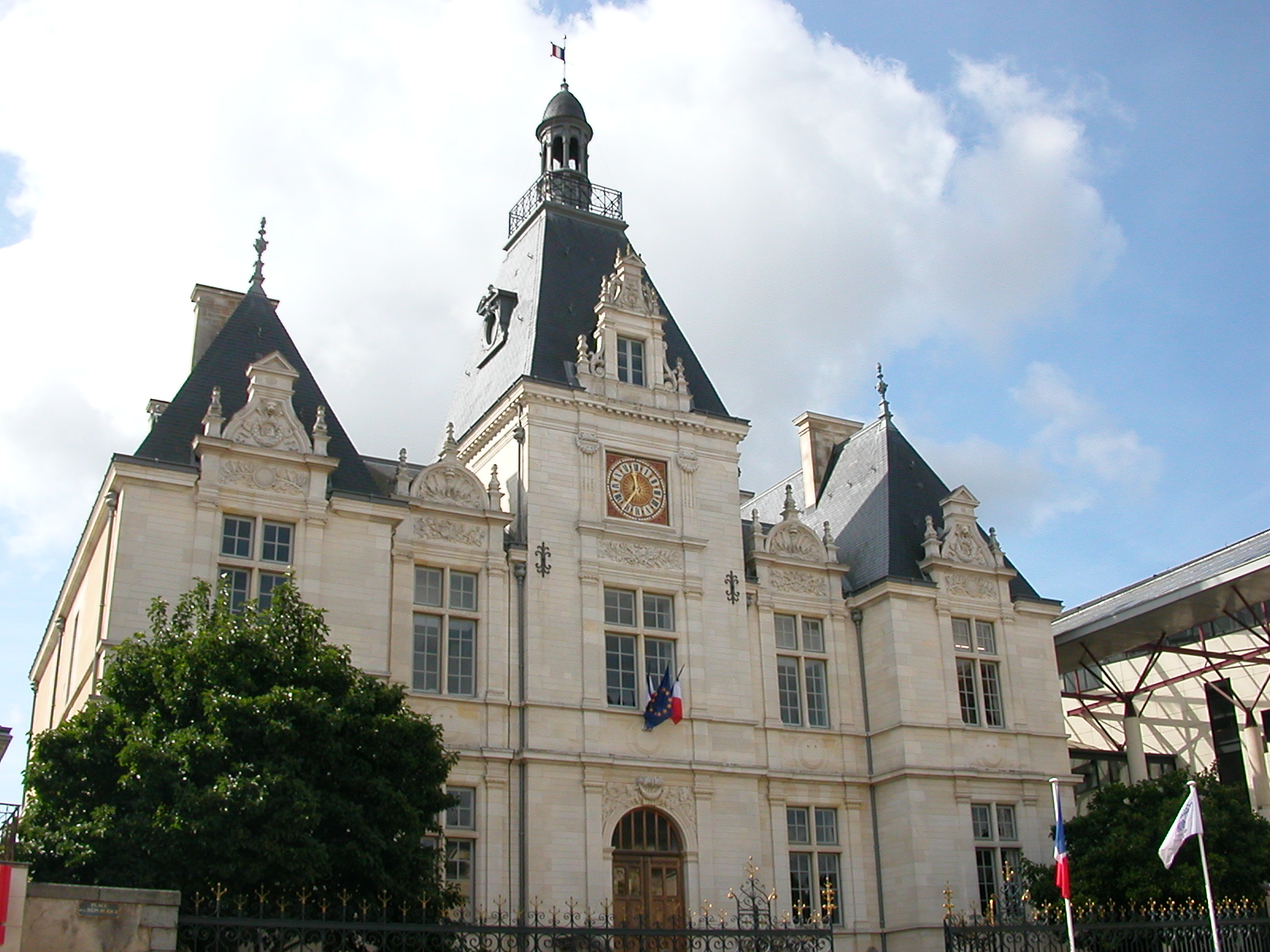
Hôtel de Ville (Rathaus)

Der Ortsname ist im Jahr 1037 in der Form Castrum Gunterii bezeugt. Gontier hieß der Eigentümer der Burg aus dem 11. Jahrhundert.
Der Name der ehemaligen Gemeinde Bazouges leitet sich vom lateinischen Wort basilica (mit der Bedeutung „Markt“ bzw. „Kirche“) ab. Die Form Basilicas tritt erstmals im Jahr 1037 auf.

## Geschichte

### Mittelalter
Der Graf von Anjou Fulko III. Nerra schenkte die Domäne Bazouges den Benediktinern der Abtei Saint-Aubin d’Angers, die dort das Priorat Saint-Jean-Baptiste errichteten. Um die Grenze zur Bretagne zu verstärken, entschied Fulko außerdem einen Donjon zu errichten. Im Jahr 1007 vertraute er die Bewachung Gontier, einem seiner Vasallen, an. Dieses Datum gilt gleichzeitig als erste urkundliche Erwähnung der Stadt.
Château-Gontier wurde in der Folgezeit eine Baronie zugunsten von Renaud I. Die Baronie von Château-Gontier ist historisch besonders interessant, da ihre Nordgrenze häufig zwischen den Grafschaften Maine und Anjou wechselte. Die Zivil- und Feudalgewalt des Grafen von Anjou erstreckte sich vor dem 11. Jahrhundert nach dem Eroberungsrecht auf das Gebiet von Maine, zu dieser Zeit stand die Pfarrei aber bereits unter der Gerichtsbarkeit des Bischofs von Mans.

Karte des Anjou im 18. Jahrhundert

Das Seneschallat von Château-Gontier unter dem Ancien Régime

1343 hielt der Staat das Monopol auf Salz durch einen königlichen Erlass von Philipp VI., der die Gabelle, die Steuer auf Salz einführte. Anjou gehörte zu den Pays de grandes gabelles mit der höchsten Steuer und besaß 16 Salzkammern, von denen sich eine in Château-Gontier befand.
1368 wurde die Burg von den Engländern geschleift.

### Renaissance
Zur Zeit der Katholischen Liga wurde Château-Gontier Hauptstadt von Anjou und erhielt das Recht, protestantische Tempel zu öffnen. Zugleich war die Stadt 1577 Sitz einer Pays d’élection und eines königlichen Seneschallats 1595.
1628 passierte Kardinal Richelieu Château-Gontier auf seinem Weg zurück von La Rochelle nach Paris und befahl die Zerstörung der Burgruine. 1639 wurde das zweite Seneschallat von Château-Gontier (Dependance des Hauptseneschallats von Angers) Sitz eines Präsidialgerichts, welches für Straftaten und öffentliche Rechtsangelegenheiten zuständig war.

### Französische Revolution
Am 11. November 1789 beauftragte die Konstituante die Abgeordneten der alten französischen Provinzen, über die Einrichtung der neuen Départements abzustimmen.
Die dreißig Abgeordneten der drei Provinzen Anjou, Maine und Touraine (die zusammen die Generalität Tours bildeten) planten, einen Teil ihres Gebietes an Poitou abzutreten und den verbliebenen Rest in vier Départements mit den vier traditionellen Hauptstädten Tours, Angers, Le Mans und Laval aufzuteilen. Letzteres nahm das Gebiet der Provinzen Maine und Anjou ein und umfasste das Seneschallat von Château-Gontier sowie das Land von Craon.
1790 spaltete sich ein Teil von Haut-Anjou (Château-Gontier und Craon) von Anjou ab, um zusammen mit einem Teil der Grafschaft Maine das Département Mayenne zu bilden. Seitdem wird dieser Teil von Haut-Anjou Mayenne angevine genannt.

### 19. bis 21. Jahrhundert
1809 verschmolz Château-Gontier mit den Gemeinden Bazouges, Saint-Rémy und Azé. Letztere sowie Bazouges wurden einige Jahre später wieder selbständig, wohingegen Saint-Rémy 1813 mit Saint-Fort zusammengelegt wurde.
Château-Gontier und Bazouges bildeten 1990 eine Commune associée und fusionierten im Jahr 2006.
Die Gemeinde Château-Gontier wurde am 1. Januar 2019 mit Azé und Saint-Fort zur Commune nouvelle Château-Gontier-sur-Mayenne zusammengeschlossen. Sie hat seither den Status einer Commune déléguée. Die Gemeinde Château-Gontier war Verwaltungssitz des Arrondissements Château-Gontier und des Kantons Château-Gontier.

### Bevölkerungsentwicklung
- 1962: 7.065
- 1968: 7.888
- 1975: 8.342
- 1982: 8.023
- 1990: 11.085
- 1999: 11.131

## Sehenswürdigkeiten

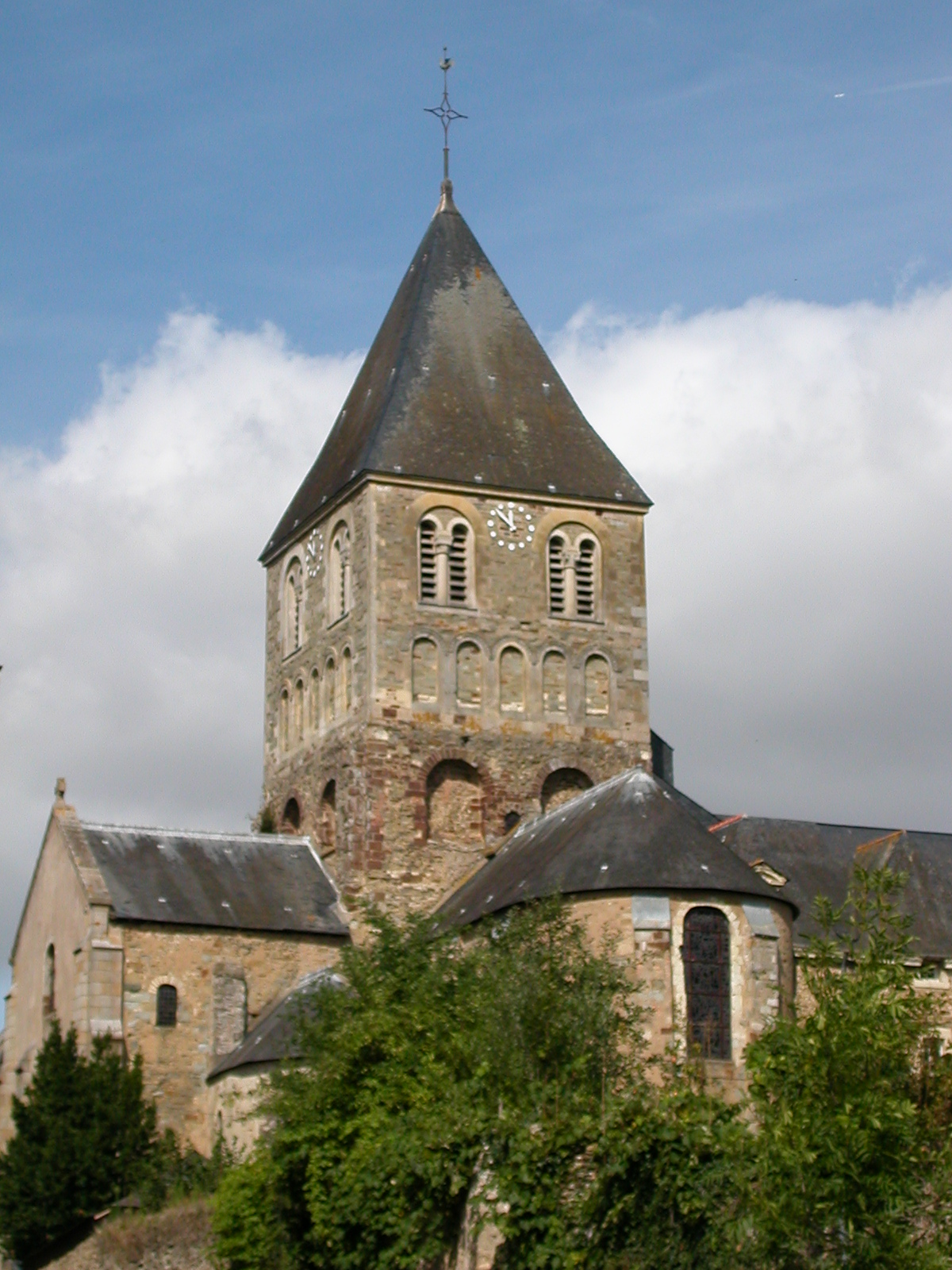
Kirche Saint-Jean-Baptiste

- Kirche Saint-Jean-Baptiste aus dem 11. Jahrhundert, von drei Apsiden abgeschlossener Kreuzgrundriss, Krypta unter dem Chor, zentraler Glockenturm aus dem 12. Jahrhundert, im 19. Jahrhundert restauriert
- Kapelle Genneteil aus dem 12. Jahrhundert, jetzt Ausstellungsort für zeitgenössische Kunst (Skulpturen, Gravuren, Gemälde…)
- Burgruinen aus dem 13. Jahrhundert
- Kirche Saint-Rémi, erbaut im Stile des 13. Jahrhunderts, mit steinerner Turmspitze
- Kapelle Moulinet auf dem Gebiet der ehemaligen Gemeinde Bazouges, erbaut im 16. Jahrhundert
- Ursulinenkloster, erbaut im 17. Jahrhundert um einen Landsitz aus dem 15. Jahrhundert
- Église de la Trinité (17. Jahrhundert), Kirche des ehemaligen Ursulinenklosters
- Augustinerkloster Olivier, wurde im 17. Jahrhundert von Hospitalschwestern aus Dieppe gegründet und stand von 1674 bis 1982 im Dienste des Hospitals Saint-Julien. Das Kloster ist Mitglied der Hospitaliter Regularkanonissen von der Barmherzigkeit Jesu
- Hôtel Saint-Julien, mit Kapelle aus 17. Jahrhundert
- Museum für Kunst und Archäologie, untergebracht in einem Hotel aus dem 17. Jahrhundert, besitzt antike, mittelalterliche und zeitgenössische Sammlungen
- Café de la Mairie, die Innendekoration ist eine Arbeit des lothringischen Keramisten Schuller aus Saargemünd sowie des Malers Pierre-Louis Richard und entstand zwischen den Jahren 1900 und 1904. Das Café ist seit 1990 denkmalgeschützt.[5]
- Kirche Saint-Martin aus dem 11. Jahrhundert im Ortsteil Bazouges

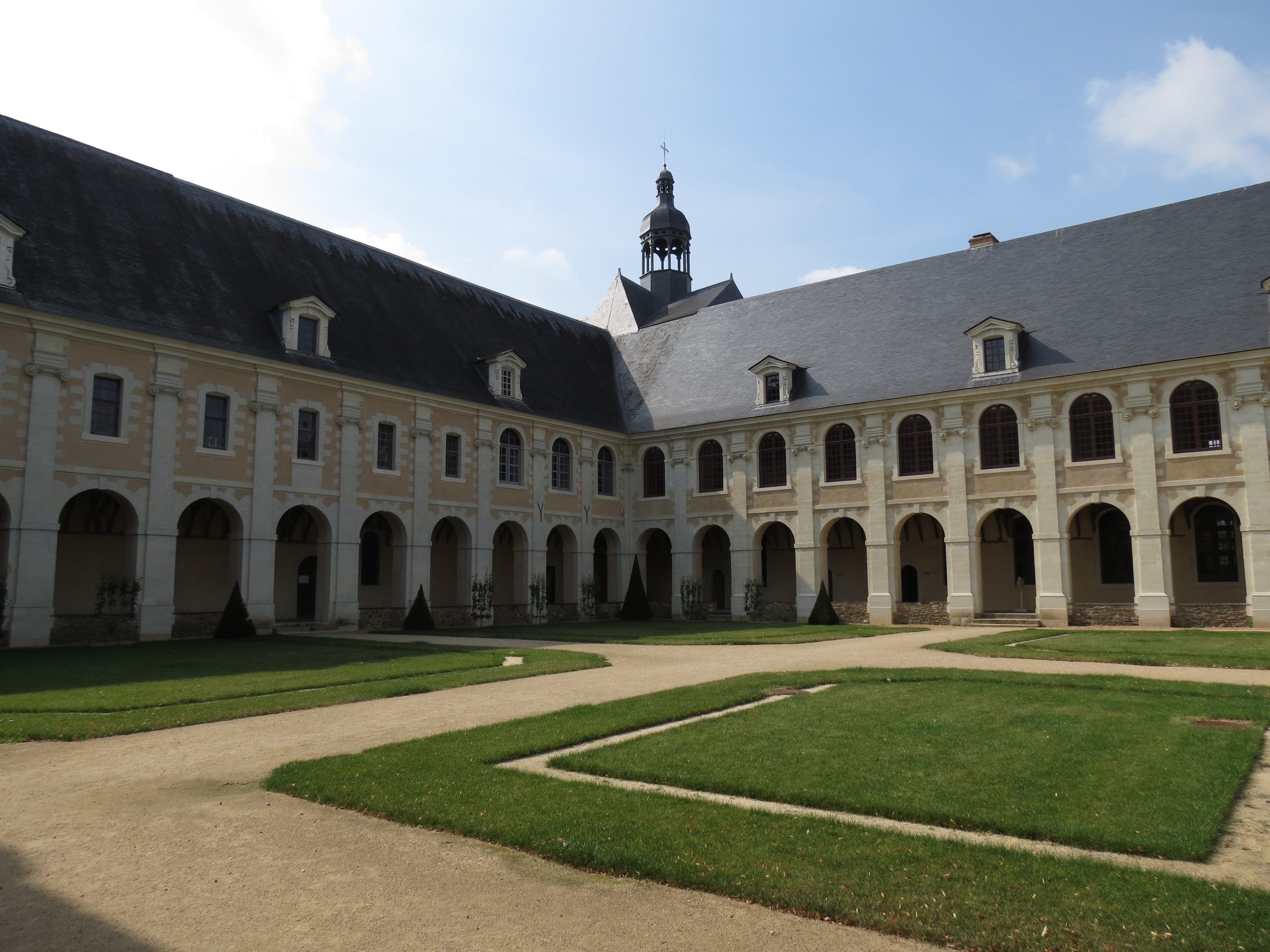
Ursulinenkloster
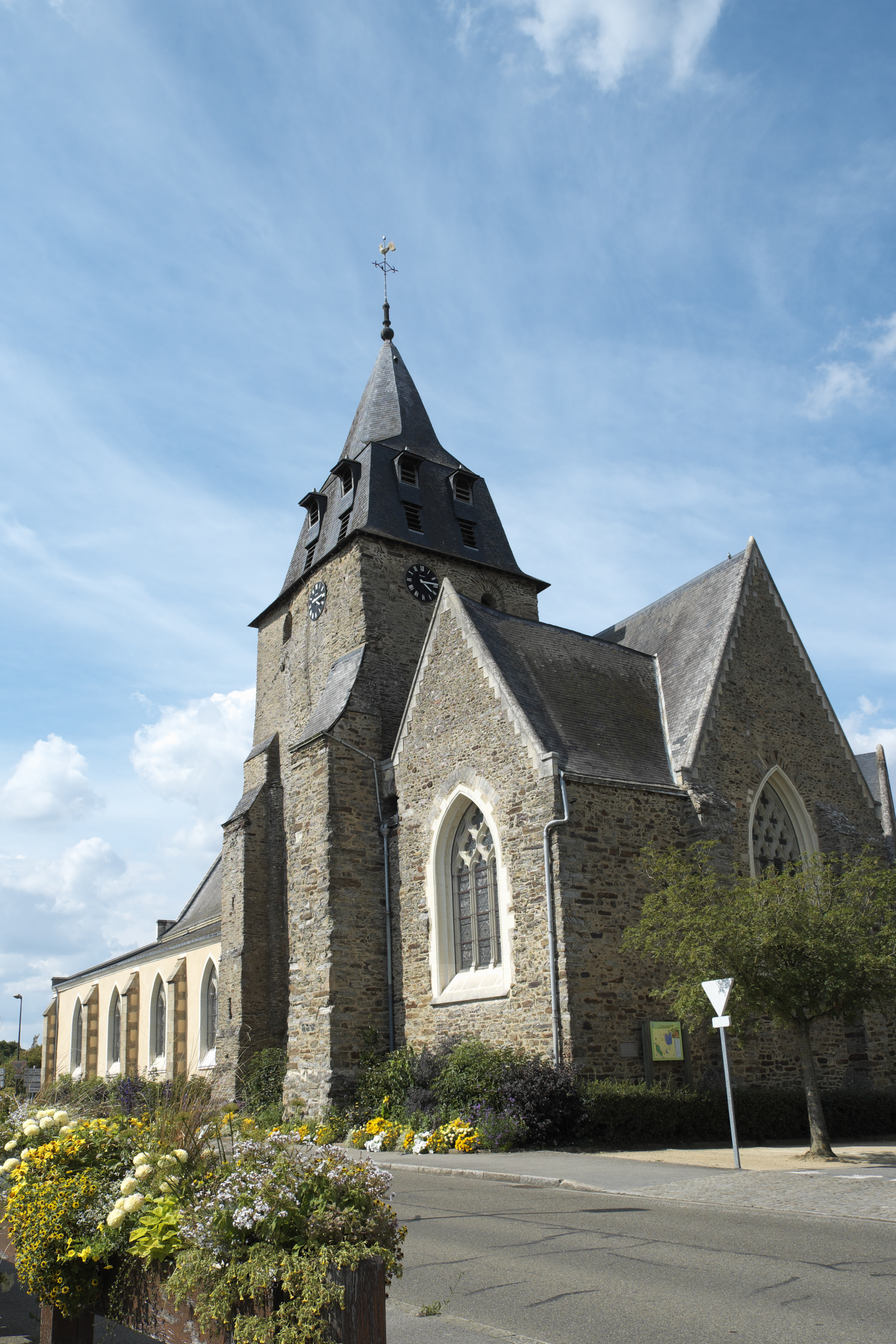
Kirche Saint-Martin im Ortsteil Bazouges
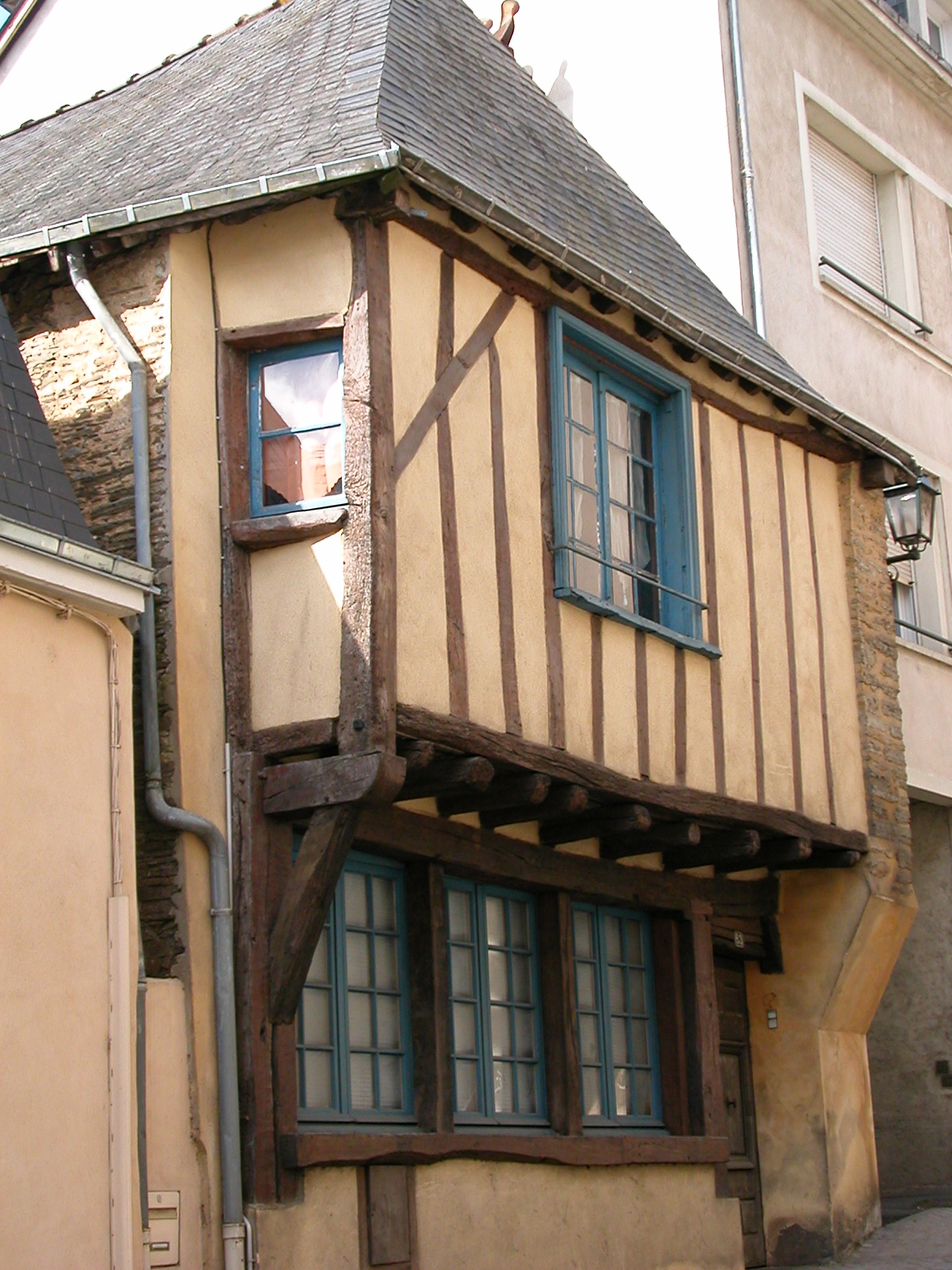
Fachwerkhaus in der Grande Rue
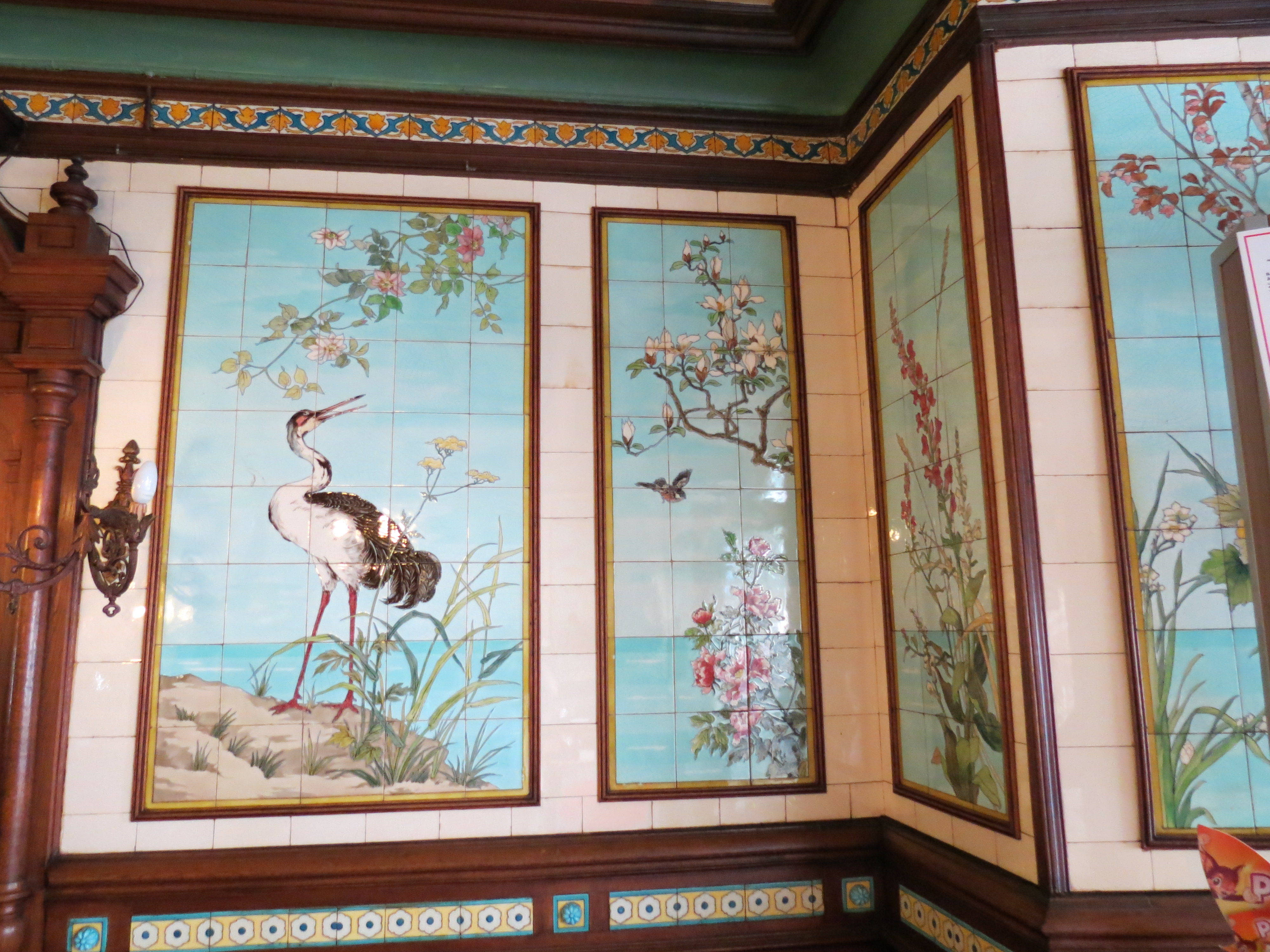
Keramik im Café de la Mairie

## Städtepartnerschaften
- Murrhardt, Deutschland, seit 1966
- Frome, Großbritannien, seit 1975
- Rabka-Zdrój Polen, seit 2009

## Persönlichkeiten
- Tancrède Abraham (1836–1895), Maler
- Jean Arthuis (* 1944), Bürgermeister von Château-Gontier, später Senator, Staatssekretär, Entwicklungsminister und Wirtschafts- und Finanzminister
- Freddy Bichot (* 1979), Radrennfahrer
- Jean Bourré (1424–1506), Trésorier Ludwigs XI.
- Claude Pompidou, geb. Claude Jacqueline Cahour (1912–2007), Ehefrau Georges Pompidous
- Marius Courcoul (* 2007), Fußballspieler
- Lucie Delarue-Mardrus (1874–1945), Schriftstellerin
- Louis de Farcy (1841–1921), Historiker
- Paul de Farcy (1841–1918), Historiker
- Émile Lemonnier (1893–1945), General
- Marius Lepage (1902–1972), Schriftsteller
- Marie-Sophie Leroyer de Chantepie (1800–1888), Schriftstellerin
- Charles Loyson (1791–1819), Dichter
- Louis Nail (1864–1920), Jurist und Politiker
- François Pervis (* 1984), Bahnradsportler
- Olivier Peslier (* 1973), Jockey
- Alexis Roger (1814–1846), Komponist